# Libelloides ictericus
Libelloides ictericus är en insektsart som först beskrevs av Toussaint de Charpentier 1825.  Libelloides ictericus ingår i släktet Libelloides och familjen fjärilsländor.

## Underarter
Arten delas in i följande underarter:
- L. i. siculus
- L. i. corsicus
- L. i. cyrenaicus
- L. i. ictericus